# Patrik Saudek
Patrik Saudek (* 24. listopadu 1968 Praha) je český malíř a kreslíř, syn komiksového kreslíře Káji Saudka a Johany Saudkové.

## Dílo
Ve své tvorbě se zaměřuje na ženskou figuru, přírodu, scenérii měst. Jeho práce je ovlivněna díly Guida Crepaxe, Gustava Klimta či Alfonse Muchy.